# Lucumone
Il lucumóne (in etrusco lauχume o lauχme o luχume) era la massima carica politica all'interno delle città-Stato etrusche della penisola italica in epoca pre-romana.

## Attestazioni
Servio (Ad Aeneidem II, 278; VIII, 65, 475) e Censorino (De die natali IV, 13) riferiscono che il termine, in etrusco, designava la figura del re. Deve però essere considerato che lo stesso Servio attribuisce il medesimo titolo anche ai magistrati della città di Mantova (Ad Aeneidem II, X, 202) e che, a tutt'oggi, non è stata rinvenuta alcuna iscrizione etrusca arcaica (VII-VI secolo a.C.) in cui il termine 'lucumone' possa essere chiaramente interpretato nel significato di re.
[VIII, 65] […] 'Celsis caput urbibus exit' de Tuscia, quam illis multum constat floruisse temporibus: nam et lucumones reges habebat, et maximam Italiae superaverat partem.

[VIII, 475] […] 'Ingentes' autem 'populos' non sine causa dixit: nam Tuscia duodecim lucumones habuit, id est reges, quibus unus praeerat.

[X, 202] 'Gens illi triplex populi sub gente quaterni' quia Mantua tres habuit populi tribus, quae in quaternas curias dividebantur: et singulis singuli lucumones imperabant, quos tota in Tuscia duodecim fuisse manifestum est, ex quibus unus omnibus praeerat. Hi autem totius Tusciae divisas habebant quasi praefecturas, sed omnium populorum principatum Mantua possidebat: unde est 'ipsa caput populis'.»
[VIII, 65] […] "La [mia] fonte scaturisce fra nobili città" dell'Etruria, che è nota per essere stata molto fiorente in quei tempi: infatti aveva re lucumoni e aveva soggiogato la maggior parte dell'Italia. 

[VIII, 475] […] Ha detto "ingenti popoli" non senza motivo: infatti l’Etruria ebbe dodici lucumoni, cioè re, di cui uno era a capo.

[X, 202] “Essa ha tre stirpi ognuna divisa in quattro popoli” poiché, nella sua popolazione, Mantova ebbe tre tribù che si dividevano in quattro curie, e su ognuna regnava un lucumone; è noto che questi furono dodici in tutta l'Etruria, tra i quali uno era il capo supremo. Costoro poi regnavano su tutta l'Etruria come se fosse divisa in prefetture, però Mantova aveva il comando su tutti i popoli, per cui l'espressione "essa stessa è a capo dei popoli".»
(Servio Mario Onorato, Ad Aeneidem)
(Censorino, De die natali IV, 13)
Dall'epigrafia si evince piuttosto che 'lucumone', nei testi etruschi tra il V e il II secolo a.C., è un semplice prenome, particolarmente diffuso nelle zone di Perugia e di Chiusi. Lucumo, in particolare, è il nome che Livio (Storie I, 34) e Strabone (Geographika, V, 2, 2) attribuiscono a Tarquinio Prisco prima che si stabilisse a Roma e che vi si facesse iscrivere con i tre nomi dello stato civile romano come Lucius Tarquinius Priscus, divenendo poi il primo re etrusco di Roma della dinastia dei Tarquini.
(Strabone, Geographika, V, 2, 2)
È stato inoltre evidenziato (Giulio M. Facchetti) che nel testo sacro della cosiddetta Mummia di Zagabria, databile al I secolo a.C., che contiene la descrizione di vari rituali religiosi etruschi, si parla di cerimonie compiute nel lauchumna, cioè probabilmente la residenza del lucumone: forse in Etruria potrebbe essersi verificato qualche cosa di analogo a quello che avvenne in Roma dopo la cacciata dei re, quando al Rex Sacrorum fu attribuito di officiare nella "reggia" i rituali religiosi che durante il periodo monarchico competevano al Rex.
Il verbo lucairce, inoltre, si ritrova nell'iscrizione funebre di Lar Pulenas, un aristocratico di Tarquinia che nel IV secolo a.C. ricoprì anche la carica di sacerdote. La sopravvivenza in epoca tarda dei termini sopraddetti, riconducibili all'espressione 'lucumone', seppur con riferimento alla sola sfera sacrale, potrebbe confermare l'originario significato regale del lucumone (in questo senso Giovannangelo Camporeale). La maggior parte degli studiosi (Mario Torelli, Giovannangelo Camporeale) ritiene comunque che la "traduzione" proposta dall'erudizione romana "lucumone = re" nasca dal nome personale etrusco di Tarquinio Prisco.

## La monarchia etrusca
Si ritiene che il regime monarchico abbia caratterizzato le città etrusche durante il VII e il VI secolo a.C.: le fonti (Tito Livio; Servio) parlano di un re a capo di ciascun popolo e dell'elezione, tra i re dei dodici popoli, di un sovrano che aveva la preminenza sui colleghi. La monarchia avrebbe poi lasciato il campo a forme di governo di tipo repubblicano. Nel passaggio dalla monarchia alla repubblica si sarebbero verificate anche situazioni di tirannide. Le modifiche delle forme di governo, in ogni caso, sarebbero avvenute con modalità diverse da città a città. In alcune città vi sarebbe stata una sopravvivenza o forse un ritorno della monarchia anche nella fase più recente. Tito Livio fa riferimento a un re di Veio relativamente al 437 a.C. (Storie IV, 17-19) e al 404 a.C. (Storie V, 1, 3). Dall'elogio del praetor Aulo Spurinna, innalzato nel foro di Tarquinia nell'età dell'imperatore romano Claudio, si apprende che Cere alla metà del IV secolo a.C. era retta da un re. 
I re etruschi, perlomeno nella fase più antica, avrebbero cumulato nella loro persona le funzioni di capo politico, militare, sacerdote e giudice. Macrobio (Saturnali I, 15, 13) riferisce che in Etruria, ogni otto giorni, i re davano udienza a chiunque si presentasse, impartivano consigli e amministravano la giustizia. 
(Macrobio, Saturnalia I, 15, 13)
Le insegne della regalità dei sovrani etruschi, a quanto ci dicono Dionigi di Alicarnasso (Antiquitates Romanae III, 59-62) e Tito Livio (Storie I, 8), erano costituite dalla corona d'oro, dal trono d'avorio, dallo scettro con alla sommità l'aquila, dalla tunica con fregi in oro, dal mantello di porpora ricamata e dai littori recanti sulle spalle un fascio di verghe e una scure. 
(Dionigi di Alicarnasso, Antiquitates Romanae III, 61)
(Tito Livio, Ab Urbe condita I, 8)
Secondo Strabone, un geografo greco del I secolo a.C., i lucumoni etruschi erano designati fra i dignitari Sardi, e secondo il lessicografo Sesto Pompeo Festo, vissuto nel II secolo d.C., «reges soliti sunt esse Etruscorum, qui Sardi appellantur quia etrusca gens orta est Sardibus», in riferimento ai primi re di Roma.
La frase di Festo, estratta dal suo contesto reale, è stata travisata e a essa assegnato un significato erroneo. Dal De verborum significatione leggiamo:
(Sesto Pompeo Festo, De verborum significatione, 428/30L)
Infatti, la parte superiore del passo di Festo si riferisce a un rito che veniva praticato dai Romani durante i Ludi Capitolini, durante il quale vi era "un vecchio con la toga pretesta e una bulla d'oro". Il passo continua dicendo "il cui abbigliamento (cioè la toga e la bulla) sono soliti portare i re degli Etruschi". Quindi la frase si riferisce a un abbigliamento, usato durante i Ludi di cui sopra, che viene identificato come quello proprio dei re etruschi. Per concludere, Sardibus, sostantivo della terza declinazione, si riferisce alla città di Sardi in Lidia e non alla Sardegna.

## I re etruschi
Dalle fonti ci risultano anche i nomi di re etruschi alcuni dei quali probabilmente leggendari. I più noti sono sicuramente Porsenna di Chiusi (Livio, Plinio il Vecchio) e i re etruschi di Roma Tarquinio Prisco e Tarquinio il Superbo (Livio, Strabone).  Per l'origine etrusca di Servio Tullio, diversamente da quanto ci racconta Tito Livio (Storie I, 39-41), farebbero propendere il discorso dell'imperatore Claudio, pervenutoci attraverso una tavola bronzea da Lione la cosiddetta "Tabula Claudiana", nel quale l'imperatore Claudio identifica il re Servio Tullio con l'etrusco Mastarna e le pitture della Tomba François di Vulci, nelle quali sono raffigurati combattimenti tra eroi vulcenti, tra cui Macstrna, contro Etruschi di altre città e il romano Gneo Tarquinio. A Cere avrebbero regnato il re Mezenzio (Tito Livio e Virgilio), il re Asture (ancora Virgilio) e il re Orgolnius (elogio del Praetor Aulo Spurinna). A Veio avrebbero avuto poteri regali Lars Tolumnio (Tito Livio), Morrius o Mamorrius (Servio), Thebris (Varrone) e Propertius (Catone). Vengono anche ricordati il re Arimnestos (Pausania) e il re di Chiusi Massico, detto anche Osinio (Virgilio, Servio),